# 熊本丸刈り訴訟
熊本丸刈り訴訟（くまもとまるがりそしょう）とは、町立中学校の男子生徒と親権者である両親が「男子は丸刈りにすること、長髪禁止」という内容の校則が基本的人権の侵害であり憲法違反だとして、中学校に対して校則の無効、町に対して損害賠償を求めた訴訟。

## 事件の概要
1981年4月に熊本県玉名郡玉東町にある玉東町立玉東中学校に入学した男子生徒が、同年4月9日に校長によって制定・公布された、「男子生徒の髪は一センチメートル以下、長髪禁止」という校則を拒否した髪型で登校していた。それを理由にした教師からの体罰や直接指導は存在しなかったが、全校集会で校長から批判をされ、また同級生からの嫌がらせを受けるようになった。

## 熊本地裁の判決
熊本地方裁判所は1985年11月13日の判決で、学校側の主張を認め、原告の中学校に対する請求を棄却、町に対する請求を却下した。以下が判旨である。
- 男性と女性とでは髪形について異なる慣習があり、いわゆる坊主刈（丸刈り）については、男子にのみその習慣があることは公知の事実であるから、髪形につき男子生徒と女子生徒で異なる規定をおいたとしても、合理的な差別であつて、憲法14条には違反しない。
- 服装規定等校則は各中学校において独自に判断して定められるべきものであるから、それにより差別的取扱いを受けたとしても、合理的な差別であつて、憲法14条に違反しない。
- 本件校則に従わない場合に強制的に頭髪を切除する規定はなく、かつ、本件校則に従わないからといつて強制的に切除することは予定していなかつたのであるから、憲法違反の主張は前提を欠くものである。
- 原告らは、本件校則は、個人の感性、美的感覚あるいは思想の表現である髪形の自由を侵害するものであるから憲法21条に違反すると主張するが、髪形が思想等の表現であるとは特殊な場合を除き、見ることはできず、特に中学生において髪形が思想等の表現であると見られる場合は極めて希有であるから、本件校則は、憲法21条に違反しない。
- 教育は人格の完成を目指すためのものであるため、教育に関連しかつその内容が著しく不当なものでなければ生徒の服装等に関する校則を定めることは裁量権の逸脱とは言えない。

しかし、本件の校則が憲法14条・31条・21条違反には当たらないとしたうえで、丸刈り校則の合理性に関しては疑いの余地があるとした。

## 判決の影響
この判決により、教育関係者の中では丸刈り校則は合憲かつ合法という理解が広まった。この理解は、1996年2月22日の小野中学校丸刈り校則訴訟で最高裁判所が原告の丸刈り校則無効の訴えを退けつつも、丸刈り校則は生徒の守るべき一般的な心得を示すにとどまり、個々の生徒に対する具体的な権利義務を形成するなどの法的効果を生ずるものではない、と丸刈り校則の法的拘束力を否定してもなお全国の自治体で浸透し続けた。実際に本件訴訟の後、1996年に伊仙中学校で、2002年に米野岳中学校で丸刈り校則を拒否した生徒が不利益を受けた事件が起きた。
この判決を受け原告男子生徒一家は、日本の教育制度に不透明な未来を案じた為、数日後当方原告の男子生徒の家族全員が海外に転居した。